# El Oriente, Chiapas
El Oriente är en ort i Mexiko.   Den ligger i kommunen Motozintla och delstaten Chiapas, i den sydöstra delen av landet, 900 km sydost om huvudstaden Mexico City. El Oriente ligger 2 243 meter över havet och antalet invånare är 261.
Terrängen runt El Oriente är bergig österut, men västerut är den kuperad. Runt El Oriente är det ganska tätbefolkat, med 214 invånare per kvadratkilometer. Närmaste större samhälle är Motozintla de Mendoza, 7,3 km norr om El Oriente. I omgivningarna runt El Oriente växer i huvudsak blandskog.